# Europäische Freie Allianz
Die Europäische Freie Allianz (EFA) ist eine europäische politische Partei, die nationale, regionale und autonome Parteien der Europäischen Union umfasst. Heute sind 40 europäische Regionalparteien Mitglied der EFA. Parteivorsitzende ist Lorena Lopez de Lacalle von der Eusko Alkartasuna (Baskenland/Spanien).
Die Mitgliedsparteien treten zur Europawahl an. Derzeit ist die EFA mit 10 Abgeordneten im Europaparlament vertreten. Die EFA bildet seit 1999 eine Fraktionsgemeinschaft mit den Grünen unter dem Namen Die Grünen/Europäische Freie Allianz. Der Vorsitzende der EFA-Gruppe ist gleichzeitig erster stellvertretender Fraktionsvorsitzender; dies ist seit dem Juni 2024 Diana Riba von der Esquerra Republicana de Catalunya. Davon abweichend schließen sich einzelne, meist spanische, EFA-Mitglieder der Fraktion Die Linke an und die Abgeordneten der flämischen N-VA gehören seit 2014 der nationalkonservativen EKR-Fraktion an.
Im Ausschuss der Regionen gehören die Mitglieder der EFA der Fraktion Europäische Allianz an.

## Geschichte
| Jahr | Abgeordnete | Fraktion               |
| ---- | ----------- | ---------------------- |
| 1979 | 1/410       | CDI                    |
| 1984 | 3/434       | RBW                    |
| 1989 | 8/518       | RBW                    |
| 1994 | 3/567       | ERA                    |
| 1999 | 7/626       | G/EFA                  |
| 2004 | 5/732       | G/EFA                  |
| 2009 | 7/736       | G/EFA                  |
| 2014 | 11/751      | G/EFA, EKR             |
| 2019 | 12/751      | G/EFA, EKR             |
| 2024 | 8/720       | G/EFA, EKR, Linke, EVP |

Im Juni 1979, kurz nach der ersten direkten Wahl zum Europäischen Parlament, unterzeichneten acht regionalistische und nationalische Parteien die "Charta der Zusammenarbeit für den Aufbau eines Europas der Nationen". Dies führte zur Gründung der EFA 1981 in Brüssel. Gründungsmitglieder waren sechs Parteien – die flämische Volksunie (VU), die friesische Fryske Nasjonale Partij (FNP), die irische Independent Fianna Fáil unter Neil Blaney, die Partei der deutschsprachigen Belgier (PDB), die Partei für die Organisation einer Freien Bretagne und die Elsass-Lothringen Nationale Vereinigung – sowie drei Beobachter: die französisch-korsische Unione di u Populu Corsu (UPC), die südfranzösische Partit Occitan und die katalanische Convergència Democràtica de Catalunya (CDC). In der Gründungserklärung erklärte die EFA erklärte "integrierten" Regionalismus, Dezentralisierung und Subsidiarität zu ihren Zielen. Von diesen Parteien war nur die VU im Europaparlament vertreten, nach der Europawahl 1984 auch die CDC. Die VU-Abgeordneten waren dabei ab 1984 Mitglied der ersten Regenbogenfraktion, der auch Abgeordnete andere regionalistische Parteien sowie Grüne angehörten. Nachdem der Europawahl 1989 bildete sich die zweite Regenbogenfraktion, deren Mitglieder größtenteils der EFA angehörten, wenn sich auch nicht alle Mitglieder der EFA der Regenbogenfraktion angehörten. So waren die CDC-Abgeordneten Mitglieder der liberalen Fraktion, die CDC wechselte dann später auch zur Allianz der Liberalen und Demokraten für Europa. 1991 hatte die EFA bereits 21 Mitgliedsparteien.
1995 konstituierte sich die EFA im Einklang mit den Bestimmungen des Artikels 138a des EG-Vertrag als Europapartei unter dem Namen Demokratische Partei der Völker Europas – Europäische Freie Allianz (DPPE-EFA) neu. Bei der Europawahl im selben Jahr verloren die Parteien der EFA den Großteil der Mandate. Die drei verbleibenden EFA-Abgeordneten (je einer von SNP, VU und CC) schlossen sich der Fraktion der Radikalen Europäischen Allianz an. Die größte EFA-Mitgliedspartei, die italienische Lega Nord, wurde dabei vor der Wahl suspendiert, nachdem sie eine Koalition mit der postfaschistischen Alleanza Nazionale eingegangen war. Nach der Europawahl 1999 konnte die EFA sich auch zehn Mandate verbessern. Zusammen mit der Europäischen Föderation Grüner Parteien bildete man die noch heute bestehende Fraktion Die Grünen/Europäische Freie Allianz. 
Am 9. November 2000 veröffentlichte die EFA eine programmatische Brüsseler Deklaration. Die EFA sieht sich darin selbst als eine Allianz staatenloser Völker, die Anerkennung, Autonomie, Unabhängigkeit anstreben und eine richtige Stimme in Europa wollen. Sie ist EFA Verfechterin einer Europäischen Union freier und untereinander solidarischer Völker, begründet auf dem Subsidiaritätsprinzip. Zeitgleich gründet sich die EFA-Jugend.
Auf dem EFA-Kongress am 25. und 26. März 2004 in Barcelona wurde die EFA als politische Partei gemäß den neuen EU-Vorschriften (EC 2004/2003; Entscheid des Rats und des Europäischen Parlaments vom 4. November 2003) gegründet und am 13. Oktober 2004 offiziell als politische Partei auf europäischer Ebene anerkannt. Damit löste sich die Partei auch organisatorisch von der EFA-Gruppe innerhalb der Grünen/EFA-Fraktion. Bei der Europawahl 2004 konnten nur vier Kandidierende der EFA ins Europaparlament einziehen. 2007 wurden die Grundsätze der EFA in der Bilbao-Deklaration erweitert. Im September 2007 gründete die EFA ihre politische Stiftung, das Centre Maurits Coppieters, benannt nach Maurits Coppieters (VU), einem der Gründungsväter der EFA.
Bei der Europawahl 2009 zog die EFA mit sechs Abgeordneten ins Europäische Parlament ein. Nach der Wahl trat auch die Nieuw-Vlaamse Alliantie (N-VA) der EFA bei, die sich beim Zerfall der VU als ehemals rechter Flügel der Partei den konstituiert hatte. 2011 hatte die EFA 36 Mitgliedsparteien. Bei der Europawahl 2014 konnte sich die EFA nicht zuletzt werden der N-VA auf elf Mandate verbessern. Aufgrund ideologischer Differenzen mit den flämischen Grünen schlossen sich die vier MdEP der N-VA jedoch der Fraktion der Europäischen Konservativen und Reformisten (ECR) an. Bei der Europawahl 2019 konnte die Zahl der Mandate gehalten werden. Jedoch verlor die EFA durch den Brexit im Januar 2020 die vier Mandate der britischen Mitgliedsparteien SNP und Plaid Cymru. Bei der Europawahl 2024 hielt man die nun acht Mandate. Diese teilen sich aber inzwischen vier Fraktionen auf.

## Mitgliedsparteien
Die EFA hat (Stand 15. Februar 2024) 40 Mitgliedsparteien:
| Land                   | Partei                                     | Region bzw. Minderheit                             | MdEP            | Nationale Abgeordnete |
| ---------------------- | ------------------------------------------ | -------------------------------------------------- | --------------- | --------------------- |
| Albanien               | Aleanca Maqedonase për Integrimin Europian | Mazedonier                                         | Nicht in der EU | –                     |
| Aserbaidschan          | Demokratische Partei Arzachs               | Arzach                                             | Nicht in der EU | 7/33                  |
| Belgien                | Nieuw-Vlaamse Alliantie                    | Flandern                                           | 3/12            | 25/150                |
| Bulgarien              | OMO Ilinden PIRIN                          | Slawische Mazedonier                               | –               | –                     |
| Dänemark               | Schleswigsche Partei                       | Deutsche in Nordschleswig                          | –               | –                     |
| Deutschland            | Bayernpartei                               | Bayern                                             | –               | –                     |
| Deutschland            | Südschleswigscher Wählerverband            | Dänen und Nordfriesen in Südschleswig              | –               | 1/733                 |
| Finnland               | Ålands Framtid                             | Åland                                              | –               | –                     |
| Frankreich             | Unvaniezh Demokratel Breizh                | Bretonen in der Bretagne \|                        | –               | 1/577                 |
| Frankreich             | Unitat Catalana                            | Katalonien – Nordkatalonien (Languedoc-Roussillon) | –               | –                     |
| Frankreich             | Partit Occitan                             | Okzitanien                                         | –               | –                     |
| Frankreich             | Femu a Corsica                             | Korsika                                            | –               | 2/577                 |
| Frankreich             | Partitu di a Nazione Corsa                 | Korsika                                            | –               | 1/577                 |
| Frankreich             | Mouvement Région Savoie                    | Savoyen                                            | –               | –                     |
| Frankreich             | Unser Land                                 | Elsass                                             | –               | –                     |
| Griechenland           | Komma Isotitas, Irinis ke Filias           | Westthrakientürken                                 | –               | -                     |
| Italien                | Süd-Tiroler Freiheit                       | Südtirol                                           | –               | –                     |
| Italien                | Alliance Valdôtaine                        | Aostatal                                           | –               | –                     |
| Italien                | Union Valdôtaine                           | Aostatal                                           | –               | 1/400                 |
| Italien                | Comitato Libertà Toscana                   | Toskana                                            | –               | –                     |
| Italien                | Patto per l’Autonomia                      | Friaul                                             | –               | –                     |
| Italien                | Siciliani Liberi                           | Sizilien                                           | –               | –                     |
| Niederlande            | Fryske Nasjonale Partij                    | Fryslân                                            | –               | –                     |
| Österreich             | Enotna Lista                               | Kärntner Slowenen                                  | –               | –                     |
| Rumänien               | Erdélyi Magyar Szövetség                   | Ungarn in Rumänien                                 | –               | 1/330                 |
| Serbien                | Liga socijaldemokrata Vojvodine            | Vojvodina                                          | Nicht in der EU | 4/250                 |
| Slowenien              | Oljka – stranka slovenske Istre            | Istrien                                            | –               | –                     |
| Spanien                | Andalucía por Sí                           | Andalusien                                         | –               | –                     |
| Spanien                | Estau Aragonés                             | Aragonien                                          | –               | –                     |
| Spanien                | Eusko Alkartasuna                          | Baskenland – Französisches Baskenland und Navarra  | –               | –                     |
| Spanien                | Bloque Nacionalista Galego                 | Galicien                                           | 1/61            | 1/350                 |
| Spanien                | Esquerra Republicana de Catalunya          | Katalonien – Nordkatalonien (Languedoc-Roussillon) | 1/61            | 7/350                 |
| Spanien                | PSM-Entesa Nacionalista                    | Balearische Inseln Mallorca                        | –               | –                     |
| Spanien                | Més per Menorca                            | Balearische Inseln Menorca                         | –               | –                     |
| Spanien                | Nueva Canarias                             | Kanarische Inseln                                  | –               | –                     |
| Spanien                | Més-Compromís                              | Valencia                                           | 1/61            | 1/350                 |
| Tschechien             | Moravské zemské hnutí                      | Mähren                                             | –               | –                     |
| Vereinigtes Königreich | Scottish National Party                    | Schottland                                         | Nicht in der EU | 9/650                 |
| Vereinigtes Königreich | Plaid Cymru                                | Wales                                              | Nicht in der EU | 4/650                 |
| Vereinigtes Königreich | Mebyon Kernow – The Party for Cornwall     | Cornwall                                           | Nicht in der EU | –                     |
| Vereinigtes Königreich | Yorkshire Party                            | Yorkshire                                          | Nicht in der EU | –                     |

### Individuelle Mitglieder (Mitglieder des Europaparlaments)
| Land        | MdEP-Name        | Partei                          |
| ----------- | ---------------- | ------------------------------- |
| Deutschland | Manuela Ripa     | Ökologisch-Demokratische Partei |
| Spanien     | Pernando Barrena | EH Bildu                        |

Mitglieder der Fraktion Die Grünen/Europäische Freie Allianz (3)

Mitglieder der Fraktion Europäische Konservative und Reformer (3)

Mitglieder der Fraktion Die Linke im Europäischen Parlament – GUE/NGL (1)

Mitglieder der Fraktion der Europäischen Volkspartei (Christdemokraten) (1)

### Ehemalige Mitglieder
| Land        | Partei                                             | Region bzw. Minderheit                        | Bemerkung |
| ----------- | -------------------------------------------------- | --------------------------------------------- | --- |
| Deutschland | Die Friesen                                        | Friesen in Ost-Friesland                      | im Jahr 2019 nicht mehr Mitglied, 2023 aufgelöst |
| Deutschland | Lausitzer Allianz                                  | Lausitz und Sorben in Sachsen und Brandenburg | – |
| Belgien     | Partei der deutschsprachigen Belgier               | Deutschsprachige Gemeinschaft                 | 2009 aufgelöst, die meisten Mitglieder sind in die ProDG eingetreten, welche de facto die Nachfolge-Organisation ist                                     |
| Belgien     | ProDG                                              | Deutschsprachige Gemeinschaft                 | – |
| Belgien     | Volksunie                                          | Flandern                                      | 2001 Aktivitäten eingestellt |
| Belgien     | Sociaal-liberale Partij                            | Flandern                                      | 2009 Aktivitäten eingestellt |
| Frankreich  | Ligue Savoisienne                                  | Savoyen                                       | – |
| Italien     | Lega Nord                                          | Padanien                                      | 1994 suspendiert, 1996 ausgetreten |
| Italien     | Alleanza Libera Emiliana – Libertà Emiliana        | Emilia-Romagna                                | |
| Italien     | Partito Sardo d’Azione                             | Sardinien                                     | 2018 suspendiert, 2020 ausgeschlossen |
| Italien     | Union für Südtirol                                 | Südtirol                                      | 2008 ausgeschlossen (aufgrund ihrer Opposition zur Bilbao-Deklaration von 2007)                                                                          |
| Italien     | Movimento per l’Indipendenza della Sicilia         | Sizilien                                      | – |
| Kroatien    | Lista per Fiume – Lista za Rijeku                  | Fiume/Rijeka                                  | – |
| Lettland    | Latvijas Krievu savienība                          | Russen                                        | Am 8. April 2022 suspendiert (aufgrund der Weigerung, Russland für den Überfall auf die Ukraine ab 24. Februar 2022 zu verurteilen), 2024 ausgeschlossen |
| Litauen     | Polska Partita Ludowa                              | Polnische Minderheit in Litauen               | – |
| Polen       | Kaszëbskô Jednota                                  | Kaschuben                                     | – |
| Polen       | Ruch Autonomii Śląska                              | Schlesien                                     | – |
| Rumänien    | Erdély-Bánság Liga                                 | Siebenbürgen und Banat                        | – |
| Slowakei    | Magyar Föderalista Párt                            | Ungarn in der Slowakei                        | Aktivitäten eingestellt |
| Slowakei    | Strana zivnostnikov Slovenska SzS                  | Prešov und Košice                             | |
| Spanien     | Eusko Alderdi Jeltzalea-Partido Nacionalista Vasco | Baskenland                                    | 2004 ausgetreten, nun Mitglied der EDP |
| Spanien     | Chunta Aragonesista                                | Aragonien                                     | im Jahr 2018 nicht mehr Mitglied |
| Spanien     | Partido Andalucista                                | Andalusien                                    | 2015 aufgelöst |
| Spanien     | Aralar                                             | Baskenland und Navarra                        | 2017 aufgelöst |
| Ungarn      | Megújult Magyarországi Roma Összefogás Párt        | Roma                                          | |

#### Ehemalige Individuelle Mitglieder
| Land        | MdEP-Name           | Partei                          | Fraktion | Bemerkung                                                                           |
| ----------- | ------------------- | ------------------------------- | -------- | ----------------------------------------------------------------------------------- |
| Deutschland | Klaus Buchner       | Ökologisch-Demokratische Partei | G/EFA    | Im September 2019 beigetreten, übergab sein Mandat am 15. Juli 2020 an Manuela Ripa |
| Frankreich  | François Alfonsi    | Femu a Corsica                  | G/EFA    | Im Parteien-Bündnis Régions et peuples solidaires                                   |
| Italien     | Piernicola Pedicini | parteilos                       | G/EFA    |                                                                                     |

## EFA-Mitglieder in europäischen Institutionen
| Organisation      | Institution                                    | Sitze |
| ----------------- | ---------------------------------------------- | ----- |
| Europäische Union | Europäisches Parlament                         | 8/720 |
| Europäische Union | Europäische Kommission                         | 0/27  |
| Europäische Union | Europäischer Rat (Staats- und Regierungschefs) | 1/27  |

## Ziele
Am 9. November 2000 veröffentlichte die EFA eine programmatische Brüsseler Deklaration, in der die „staatenlosen Nationen“ Europas die Prinzipien ihres Regionalismus darlegen. Demnach ist die EFA Verfechterin einer Europäischen Union freier und untereinander solidarischer Völker, begründet auf dem Subsidiaritätsprinzip. Sie handelt im Sinne:
- der Verteidigung der Menschen- und Völkerrechte,
- des Umweltschutzes und der nachhaltigen Entwicklung,
- eines Aufbaus einer gerechten Gesellschaft mit einer politischen Solidarität, die Fortschritt, sozialen Zusammenhalt und Chancengleichheit fördert,
- einer Neuorientierung der Europäischen Union, die zu sehr von ihren wirtschaftlichen Konzepten beeinflusst ist und die zu sehr zu einer Politik der Liberalisierung, des Wettbewerbs und des Zentralismus tendiert,
- der Gewaltlosigkeit beim Verfolgen politischer Ziele,
- der Abschaffung der Kernenergie und der Entwicklung alternativer Energien,
- der Sicherstellung der Teilnahme der Regionen mit konstitutioneller Machtbefugnis an den Sitzungen des Ministerrats, wenn sich diese mit Angelegenheiten befassen, die in den Kompetenzbereich der Regionen fallen, zwecks Verbesserung der Anerkennung der historischen Nationen und Regionen,
- des direkten Zugangs der historischen Nationen und Regionen zum Europäischen Gerichtshof,
- der demokratischen Reformen der europäischen Institutionen und einer Stärkung des Ausschusses der Regionen und
- der Verteidigung und des Schutzes der sprachlichen und kulturellen Unterschiede in der Europäischen Union.

2007 wurden die Grundsätze der EFA in der Bilbao-Deklaration erweitert. Diese enthält:
- Kampf gegen Rassismus, Antisemitismus, Diskriminierung, Ausländerfeindlichkeit und Islamfeindlichkeit und
- verbesserte Einbürgerungsmöglichkeiten für Migranten bzw. Wahlrecht für Migranten.